# Badminton-Afrikameisterschaft 2012
Die Badminton-Afrikameisterschaft 2012 war die 18. Auflage der Titelkämpfe im Badminton auf dem afrikanischen Kontinent. Sie fand vom 25. bis zum 28. Februar 2012 in Addis Abeba statt. Wie in Europa wurden die Mannschaftstitelkämpfe gleich mit der Qualifikation für den Thomas- und den Uber-Cup kombiniert.

## Medaillengewinner
| Disziplin    | Gold                            | Silber                      | Bronze                                |
| ------------ | ------------------------------- | --------------------------- | ------------------------------------- |
| Herreneinzel | Jacob Maliekal                  | Abdelrahman Kashkal         | Jinkan Ifraimu                        |
| Herreneinzel | Jacob Maliekal                  | Abdelrahman Kashkal         | Joseph Abah Eneojo                    |
| Dameneinzel  | Grace Gabriel                   | Fatima Azeez                | Stacey Doubell                        |
| Dameneinzel  | Grace Gabriel                   | Fatima Azeez                | Susan Ideh                            |
| Herrendoppel | Dorian James Willem Viljoen     | Jinkan Ifraimu Ola Fagbemi  | Enrico James Chris Dednam             |
| Herrendoppel | Dorian James Willem Viljoen     | Jinkan Ifraimu Ola Fagbemi  | Joseph Abah Eneojo Victor Makanju     |
| Damendoppel  | Annari Viljoen Michelle Edwards | Susan Ideh Grace Daniel     | Michelle Butler-Emmett Stacey Doubell |
| Damendoppel  | Annari Viljoen Michelle Edwards | Susan Ideh Grace Daniel     | Margaret Nankabirwa Shamim Bangi      |
| Mixed        | Dorian James Michelle Edwards   | Enrico James Stacey Doubell | Ola Fagbemi Susan Ideh                |
| Mixed        | Dorian James Michelle Edwards   | Enrico James Stacey Doubell | Georgie Cupidon Alisen Camille        |
| Herrenteam   | Südafrika                       | Nigeria                     | Mauritius                             |
| Herrenteam   | Südafrika                       | Nigeria                     | Ägypten                               |
| Damenteam    | Südafrika                       | Nigeria                     | Mauritius                             |
| Damenteam    | Südafrika                       | Nigeria                     | Ägypten                               |

## Herreneinzel
- Asnake Getachew Sahilu –  Harsh Patel: 21-11 / 21-15
- Isaac Minaphee –  Mabo Donald: 19-21 / 21-13 / 21-11
- Daniel Sam –  Mekonen Gebrelu: 21-5 / 21-8
- Mahmoud Elsayad –  Brian Ssunna: 19-21 / 21-15 / 21-17
- Joseph Abah Eneojo –  Christopher Paul: 21-10 / 21-14
- Daniel Aryee –  Mistri Dawn: 21-15 / 21-17
- Gideon Babalola –  Ali Ahmed El Khateeb: 21-19 / 21-11
- Kareem Shedeed –  Denneshsing Baboolall: 21-19 / 20-22 / 21-15
- Ngosa Chongo –  Daniel Mihigo: 21-19 / 24-22
- Victor Makanju –  Ben Noah Ayim: 21-14 / 22-20
- Abdelrahman Kashkal –  Wilson Tukire: 21-8 / 21-9
- Solomon Mensah Nyarko –  Shyam Raval: 21-12 / 21-11
- Juma Muwowo –  Teera Reta: 21-14 / 18-21 / 21-14
- Kervin Ghislain –  Mit Patel: 21-12 / 21-14
- Jacob Maliekal –  Asnake Getachew Sahilu: 12-21 / 21-12 / 21-14
- Daniel Sam –  Isaac Minaphee: 21-17 / 14-21 / 21-18
- Joseph Abah Eneojo –  Mahmoud Elsayad: 21-11 / 21-16
- Gideon Babalola –  Daniel Aryee: 21-14 / 21-12
- Kareem Shedeed –  Ngosa Chongo: 22-20 / 21-11
- Abdelrahman Kashkal –  Victor Makanju: 21-13 / 21-18
- Jinkan Ifraimu –  Juma Muwowo: 21-15 / 18-21 / 21-10
- Solomon Mensah Nyarko –  Kervin Ghislain: 21-13 / 22-20
- Jacob Maliekal –  Daniel Sam: 12-21 / 21-12 / 21-14
- Joseph Abah Eneojo –  Gideon Babalola: 21-10 / 21-8
- Abdelrahman Kashkal –  Kareem Shedeed: 21-10 / 21-13
- Jinkan Ifraimu –  Solomon Mensah Nyarko: 21-17 / 16-21 / 21-15
- Jacob Maliekal –  Joseph Abah Eneojo: 21-18 / 21-17
- Abdelrahman Kashkal –  Jinkan Ifraimu: 21-19 / 21-16
- Jacob Maliekal –  Abdelrahman Kashkal: 21-15 / 21-15

## Dameneinzel
- Shamim Bangi –  Alisen Camille: 21-18 / 20-22 / 21-19
- Michelle Butler-Emmett -  Sara Elmernissi: 21-9 / 21-11
- Grace Gabriel -  Jinane Bitarie: 21-4 / 21-5
- Stacey Doubell –  Priscilla Pillay-Vinayagam: 21-8 / 21-12
- Kate Foo Kune –  Stella Koteikai Amasah: 21-9 / 21-8
- Augustina Ebhomien Sunday –  Daisy Nakalyango: 21-19 / 21-13
- Margaret Nankabirwa –  Mistre Manyazewal Girma: 21-15 / 21-17
- Susan Ideh –  Yerusksew Legssey Tura: 21-7 / 21-6
- Dina Nagy -  Ghita Charouite: 21-11 / 21-7
- Cynthia Course –  Rose Nakalya: 21-5 / 21-16
- Fatima Azeez –  Nadine Ashraf: 21-11 / 21-12
- Karen Foo Kune –  Gifty Mensah: 21-15 / 21-11
- Tosin Damilola Atolagbe –  Menna Eltanany: 21-14 / 21-12
- Rajae Rochdy –  Yirga Frehiwot: 21-11 / 21-5
- Hadia Hosny –  Shamim Bangi: 21-18 / 13-21 / 21-16
- Grace Gabriel –  Michelle Butler-Emmett: 21-11 / 7-21 / 21-15
- Kate Foo Kune –  Augustina Ebhomien Sunday: 21-13 / 21-11
- Susan Ideh –  Margaret Nankabirwa: 21-9 / 21-14
- Rajae Rochdy –  Dina Nagy: 21-16 / 21-11
- Fatima Azeez –  Cynthia Course: 21-19 / 21-18
- Kerry-Lee Harrington –  Karen Foo Kune: 21-13 / 21-13
- Stacey Doubell –  Tosin Damilola Atolagbe: 21-5 / 20-22 / 21-13
- Grace Gabriel –  Hadia Hosny: 21-13 / 23-21
- Stacey Doubell –  Kate Foo Kune: 21-13 / 21-23 / 21-16
- Susan Ideh -  Rajae Rochdy: 21-12 / 21-12
- Fatima Azeez –  Kerry-Lee Harrington: 21-11 / 19-21 / 21-12
- Grace Gabriel –  Stacey Doubell: 21-13 / 23-21
- Fatima Azeez –  Susan Ideh: 21-16 / 21-11
- Grace Gabriel –  Fatima Azeez: 21-19 / 14-21 / 21-16

### Herrendoppel
- Juma Muwowo /  Ngosa Chongo –  Denneshsing Baboolall /  Yoni Dany Louison: 21-19 / 15-21 / 22-20
- Ben Noah Ayim /  Daniel Aryee –  Harsh Patel /  Shyam Raval: 21-11 / 21-14
- Dorian James /  Willem Viljoen –  Solomon Mensah Nyarko /  Daniel Sam: 21-4 / 21-16
- Joseph Abah Eneojo /  Victor Makanju –  Mistri Dawn /  Mayur Shah: 21-11 / 21-15
- Juma Muwowo /  Ngosa Chongo –  Gideon Babalola /  Isaac Minaphee: 21-15 / 14-21 / 21-18
- Ben Noah Ayim /  Daniel Aryee –  Mekonen Gebrelu /  Teera Reta: 21-12 / 21-9
- Chris Dednam /  Enrico James –  Ali Ahmed El Khateeb /  Abdelrahman Kashkal: 21-16 / 21-16
- Ola Fagbemi /  Jinkan Ifraimu –  Daniel Mihigo /  Brian Ssunna: 21-8 / 21-16
- Kareem Shedeed /  Mahmoud Elsayad –  Lemma Efrem / : 21-15 / 21-16
- Georgie Cupidon /  Kervin Ghislain –  Christopher Paul /  Stephan Beeharry: 21-14 / 16-21 / 21-19
- Dorian James /  Willem Viljoen –  Kareem Shedeed /  Mahmoud Elsayad: 21-16 / 12-21 / 21-14
- Joseph Abah Eneojo /  Victor Makanju –  Juma Muwowo /  Ngosa Chongo: 21-13 / 21-12
- Chris Dednam /  Enrico James –  Ben Noah Ayim /  Daniel Aryee: 21-13 / 21-12
- Ola Fagbemi /  Jinkan Ifraimu –  Georgie Cupidon /  Kervin Ghislain: 21-8 / 21-19
- Dorian James /  Willem Viljoen –  Joseph Abah Eneojo /  Victor Makanju: 21-13 / 21-9
- Ola Fagbemi /  Jinkan Ifraimu –  Chris Dednam /  Enrico James: 21-8 / 21-19
- Dorian James /  Willem Viljoen –  Ola Fagbemi /  Jinkan Ifraimu: 21-15 / 21-5

## Damendoppel
- Hadia Hosny /  Dina Nagy –  Yerusksew Legssey Tura /  Mistre Manyazewal Girma: 21-16 / 21-13
- Shamim Bangi /  Margaret Nankabirwa –  Stella Koteikai Amasah /  Gifty Mensah: 21-14 / 21-14
- Alisen Camille /  Cynthia Course -  Ghita Charouite /  Rajae Rochdy: 21-11 / 21-11
- Michelle Butler-Emmett /  Stacey Doubell –  Rose Nakalya /  Daisy Nakalyango: 21-11 / 21-7
- Susan Ideh /  Grace Daniel –  Menna Eltanany /  Nadine Ashraf: 21-17 / 21-9
- Tosin Damilola Atolagbe /  Fatima Azeez -  Jinane Bitarie /  Sara Elmernissi: 21-15 / 21-15
- Shamim Bangi /  Margaret Nankabirwa –  Hadia Hosny /  Dina Nagy: 21-18 / 16-21 / 21-15
- Michelle Butler-Emmett /  Stacey Doubell –  Alisen Camille /  Cynthia Course: 21-18 / 21-18
- Susan Ideh /  Grace Daniel –  Kate Foo Kune /  Karen Foo Kune: 22-20 / 21-7
- Michelle Edwards /  Annari Viljoen –  Tosin Damilola Atolagbe /  Fatima Azeez: 21-13 / 21-15
- Michelle Edwards /  Annari Viljoen –  Shamim Bangi /  Margaret Nankabirwa: 21-10 / 21-13
- Susan Ideh /  Grace Daniel –  Michelle Butler-Emmett /  Stacey Doubell: 21-19 / 14-21 / 24-22
- Michelle Edwards /  Annari Viljoen –  Susan Ideh /  Grace Daniel: 21-16 / 21-19

## Mixed
- Stephan Beeharry /  Karen Foo Kune –  Ali Ahmed El Khateeb /  Dina Nagy: 21-12 / 21-11
- Georgie Cupidon /  Alisen Camille –  Kareem Shedeed /  Menna Eltanany: 21-14 / 21-16
- Joseph Abah Eneojo /  Grace Gabriel –  Brian Ssunna /  Daisy Nakalyango: 21-7 / 21-11
- Solomon Mensah Nyarko /  Stella Koteikai Amasah –  Yoni Dany Louison /  Priscilla Pillay-Vinayagam: 21-16 / 21-13
- Kervin Ghislain /  Cynthia Course –  Daniel Sam /  Gifty Mensah: 21-18 / 21-18
- Dorian James /  Michelle Edwards –  Denneshsing Baboolall /  Kate Foo Kune: 27-25 / 20-22 / 21-18
- Stephan Beeharry /  Karen Foo Kune –  Wilson Tukire /  Margaret Nankabirwa: 21-18 / 18-21 / 21-12
- Ola Fagbemi /  Susan Ideh –  Chris Dednam /  Michelle Butler-Emmett: 21-13 / 21-18
- Georgie Cupidon /  Alisen Camille –  Daniel Mihigo /  Rose Nakalya: 21-19 / 21-9
- Willem Viljoen /  Annari Viljoen –  Joseph Abah Eneojo /  Grace Gabriel: 21-8 / 21-6
- Enrico James /  Stacey Doubell –  Abdelrahman Kashkal /  Hadia Hosny: 21-14 / 7-21 / 21-13
- Kervin Ghislain /  Cynthia Course –  Mahmoud Elsayad /  Nadine Ashraf: 21-18 / 21-23 / 21-18
- Solomon Mensah Nyarko /  Stella Koteikai Amasah –  Gideon Babalola /  Tosin Damilola Atolagbe: 21-14 / 21-19
- Dorian James /  Michelle Edwards –  Stephan Beeharry /  Karen Foo Kune: 27-25 / 20-22 / 21-18
- Georgie Cupidon /  Alisen Camille –  Willem Viljoen /  Annari Viljoen: 21-9 / 21-17
- Enrico James /  Stacey Doubell –  Solomon Mensah Nyarko /  Stella Koteikai Amasah: 21-11 / 21-19
- Ola Fagbemi /  Susan Ideh –  Kervin Ghislain /  Cynthia Course: 21-8 / 21-17
- Dorian James /  Michelle Edwards –  Ola Fagbemi /  Susan Ideh: 21-18 / 21-17
- Enrico James /  Stacey Doubell –  Georgie Cupidon /  Alisen Camille: 21-16 / 17-21 / 25-23
- Dorian James /  Michelle Edwards –  Enrico James /  Stacey Doubell: 21-16 / 21-6

## Medaillenspiegel
| Rang   | Land       | Gold | Silber | Bronze | Gesamt |
| ------ | ---------- | ---- | ------ | ------ | ------ |
| 1      | Südafrika  | 6    | 1      | 3      | 10     |
| 2      | Nigeria    | 1    | 5      | 5      | 11     |
| 3      | Ägypten    | 0    | 1      | 2      | 3      |
| 4      | Mauritius  | 0    | 0      | 2      | 2      |
| 5      | Seychellen | 0    | 0      | 1      | 1      |
| 5      | Uganda     | 0    | 0      | 1      | 1      |
| Gesamt | Gesamt     | 7    | 7      | 14     | 28     |